# Барабаши, Альберт-Ласло
Альберт-Ласло Барабаши (род. 30 марта 1967, Кырца, Харгита) — венгерско-американский физик румынского происхождения. Известен своими исследованиями в области теории сетей.
Является бывшим профессором Эмиля Т. Хофманна в Университете Нотр-Дам. Заслуженный профессор и директор Центра сложных сетевых исследований Северо-Восточного университета, член Центра биологии раковых систем (CCSB) Института рака Фарбера (Гарвардский университет), приглашённый профессор в Центре сетевых наук Центрально-Европейского университета.
В 1999 году предложил концепцию безмасштабных сетей и модель Барабаши — Альберт для объяснения их широкого распространения в природных, технологических и социальных системах. Является основателем и президентом Общества сетевых наук которое с 2006 года проводит ежегодную конференцию NetSci.
Член НАН США (2024).

## Ранние годы
Родился в венгерской семье в Румынии в деревне Кырца округа Харгита. Его отец, Ласло Барабаши, был историком, директором музея и писателем; мать, Каталин Керестеш, преподавала литературу, а затем стала директором детского театра. Альберт-Ласло учился в математической школе, участвовал в олимпиадах по физике. С 1986 по 1989 год изучал физику в Бухарестском университете, будучи студентом начал заниматься теорией хаоса, опубликовав три статьи.
В 1989 году Барабаши вместе с отцом эмигрировал в Венгрию. В 1991 году получил степень магистра в Будапештском университете под руководством Тамаша Вичека, а затем поступил на программу по физике в Бостонском университете, где в 1994 году получил степень доктора философии под руководством Х. Юджина Стэнли.

## Академическая карьера
После годичной стажировки в исследовательском центре IBM поступил на факультет Университета Нотр-Дам (1995). В 2000 году, в возрасте 32 лет, стал профессором физики Эмиля Т. Хофмана, став самым молодым профессором в истории этого звания. В 2004 году основал Центр исследования сложных сетей (Center for Complex Network Research).
В 2005-2006 годах был приглашённым профессором в Гарвардском университете. Осенью 2007 года покинул университет Нотр-Дам, чтобы занять место заслуженного профессора (Distinguished Professor) и директора Центра сетевых наук Северо-Восточного университета. Кроме того, сотрудничал с медицинским факультетом Гарвардской медицинской школы.
С 2008 года имеет гражданство Венгрии, Румынии и США.

## Научные достижения
Барабаши внес большой вклад в развитие науки о сетях и статистической физики сложных систем. Ввёл концепцию безмасштабной сети. В 1999 году сделал сообщение о безмасштабной природе мировой паутины, и в том же году совместно с Рекой Альберт предложил модель Барабаши — Альберт. Впоследствии Барабаши показал, что безмасштабность проявляется также и в биологических системах, а именно в метаболических сетях и сетях межбелкового взаимодействия. В статье 2001 года в соавторстве с Рекой Альберт и Хавун Чжон продемонстрировал уязвимость безмасштабных сетей, показав, что такие сети устойчивы к случайным сбоям, но уязвимы для атак.
Вклад Барабаши в сетевую биологию и сетевую медицину включает концепцию болезнетворной сети или сети болезней, показывающей, как болезни связываются друг с другом через общие гены.

## Критика
В 2014 году Пахтер и Брей опубликовали анализ того, что они сочли сомнительными в вычислительной биологии, включая некоторые работы Барабаши. Дальнейшая критика выявила различные недостатки в методологии статей Барабаши о масштабности свободы Интернета, повсеместности степенных законов, повсеместности безмасштабных сетей, его теориях по управлению сетями и динамике человеческой деятельности.

## Награды
Является членом Американского физического общества. В 2005 году был награждён ФЕБО Anniversary Prize Системной Биологии и в 2006 году — медалью Джона фон Неймана за выдающиеся достижения в области информатики.
В 2004 году был избран иностранным членом Венгерской академии наук.
В 2019 году был удостоен премии Бояйи.

## Избранные публикации
- Barabási, Albert-László, The Formula: The Universal Laws of Success, November 6, 2018; ISBN 0-316-50549-8 (hardcover)
- Barabási, Albert-László. Network science. — Cambridge University Press, 2018. — ISBN 978-1107076266.
- Barabási, Albert-László, Bursts: The Hidden Pattern Behind Everything We Do, April 29, 2010; ISBN 0-525-95160-1 (hardcover)
- Barabási, Albert-László, Linked: The New Science of Networks, 2002. ISBN 0-452-28439-2 (pbk)
- Barabási, Albert-László and Réka Albert, «Emergence of scaling in random networks», Science, 286:509-512, October 15, 1999
- Barabási, Albert-László and Zoltán Oltvai, «Network Biology», Nature Reviews Genetics 5, 101—113 (2004)
- Barabási, Albert-László, Mark Newman and Duncan J. Watts, The Structure and Dynamics of Networks, 2006; ISBN 0-691-11357-2
- Barabási, Albert-László, Natali Gulbahce, and Joseph Loscalzo, «Network Medicine», Nature Reviews Genetics 12, 56-68 (2011)
- Réka Albert, Hawoong Jeong; Barabási, Albert-László. The Diameter of the WWW (англ.) // Nature. — 1999. — Vol. 401, no. 6749. — P. 130—131. — doi:10.1038/43601. — Bibcode: 1999Natur.401..130A. — arXiv:cond-mat/9907038.
- Y.-Y. Liu, J.-J. Slotine, A.-L. Barabási, «Controllability of complex networks», Nature 473, 167—173 (2011)
- Y.-Y. Liu, J.-J. Slotine, A.-L. Barabási, «Observability of complex systems», Proceedings of the National Academy of Sciences 110, 1-6 (2013)
- Baruch Barzel and A.-L. Barabási, «Universality in Network Dynamics», Nature Physics 9, 673—681 (2013)
- Baruch Barzel and A.-L. Barabási, «Network link prediction by global silencing of indirect correlations», Nature Biotechnology 31, 720—725 (2013)
- B. Barzel Y.-Y. Liu and A.-L. Barabási, «Constructing minimal models for complex system dynamics», Nature Communications 6, 7186 (2015)

На русском
- Альберт-Ласло Барабаши. Формула. Универсальные законы успеха = Barabási Albert-László.  The Formula: The Universal Laws of Success. — М.: Альпина Паблишер, 2020. — 330 с. — ISBN 978-5-9614-3220-6.